# Ceramica di Diana
La ceramica di Diana è una ceramica trovata nel sud Italia e in Sicilia rappresentativa della cultura di Diana (fine del V e primo quarto del IV millennio a.C.).
Le ceramiche di Diana più comuni sono ceramiche rosso corallo con varie forme e maniglie sofisticate.
Una ceramica con le stesse caratteristiche della ceramica di Diana esiste a Malta. È rappresentativa della fase preistorica maltese di Scorba Red 4.400 - 4.100 a.C..